# Merweville
Merweville est un village situé dans la municipalité de Beaufort West, au Cap-Occidental. 

## Histoire
Nommé d’après le révérend van der Merwe (1860-1940), ministre de l’Église réformée néerlandaise à Beaufort-Ouest et président du conseil de l’Église qui a établi la ville. Il a été créé sur la ferme Vanderbylskraal en 1904 et administré par un conseil de gestion du village à partir de 1921. Tous les ans a lieu le Dankfees festival qui attire des milliers de personnes pour le week-end.

## Géographie
Le village se situe à 45 km au nord-ouest de Prince Albert Road et à 130 km au sud-est de Beaufort West. La ville est une communauté isolée qui conserve un charme suranné. La région environnante a été comparée à celle du Nevada ou de l’Arizona. Ce fut l’une des rares villes ou villages de la province à ne pas être desservis par une route goudronnée avant que le tronçon de 40 km de route de gravier de la N1 ne soit goudronné en 2015.